# Proud vědomí
Proud vědomí je literární technika, která se snaží zachytit osobní názor a psychologii postavy pomocí psaného ekvivalentu procesu myšlení dané postavy ve formě volného vnitřního monologu. Vnější podněty a duševní reakce postavy na ně mohou a nemusí být zachyceny. Vznik této literární techniky je spojen především s modernismem. Je přenesen z psychologie, za prvního autora, který proud vědomí použil v literatuře, je pokládána May Sinclairová.
Na proud vědomí je většinou pohlíženo jako na zvláštní druh vnitřního (tj. duševního) monologu postavy, charakterizovaného asociativním, případně disociativním spojováním myšlenek. Pravidla gramatiky, syntaxe a interpunkce jsou mnohdy záměrně porušována, což může ztížit chápání takto psaného textu, protože myšlenky a vypravěčovy pocity jsou podány velmi zlomkovitě. Vnitřní monolog je nutno odlišit od dramatického monologu, kdy vypravěč hovoří k další osobě nebo k obecenstvu – ten je užíván především v dramatu a poezii. Proud vědomí působí, jako by byl text zaslechnut ve vypravěčově mysli (tedy adresovaný výlučně jemu samému) a je užit převážně ve fikci. Tento pojem byl užíván zprvu v psychologii, kam ho uvedl William James.
Původcem této literární techniky je francouzský spisovatel Édouard Dujardin, autor první novely psané vnitřním monologem, publikované v roce 1887.
Proud vědomí je užíván například v románech Paní Dallowayová, K majáku a Vlny od Virginie Woolfové, Hluk a vřava a Když jsem umírala od Williama Faulknera, Ulehni v temnotách od Williama Styrona, Rekviem za sen a Poslední odbočka na Brooklyn od Huberta Selbyho, Brány do ráje od Jerzyho Andrzejewského, Píseň lásky J. Alfreda Prufrocka od T. S. Eliota, Odysseus a Portrét umělce v jinošských letech od Jamese Joyce, Na cestě od Jacka Kerouaca.